# Phragmocarpidium
Phragmocarpidium é um género botânico pertencente à família Malvaceae.
1. ↑  «Phragmocarpidium — World Flora Online». www.worldfloraonline.org. Consultado em 19 de agosto de 2020